# ハビエル・イバーラ
ハビエル・デ・イバーラ・イ・ベルヘ（Javier de Ybarra y Bergé, 1913年7月2日 – 1977年6月18日）は、スペイン・ビルバオ出身の実業家・著作家・政治家。バスク人。

## 経歴

### 政治活動
イバーラはバスク地方のビスカヤ県ビルバオにある裕福な家庭に生まれ、地元のデウスト大学で法学を学んだ。1930年代のスペイン第二共和政期にはスペイン・ナショナリスト党(PNE)に入党し、また君主制主義者政党のスペイン革新に入党した。1930年代後半には反乱軍側からスペイン内戦に参戦して負傷した。1940年代には著作家として、スペイン内戦、スペインの歴史、スペインの政治に関する作品を執筆した。1963年から1969年までは地元のビルバオ市長を務め、また、エネルギー産業のバブコック・アンド・ウィルコックス、いくつかの銀行、新聞社のエル・コレオなどの企業の役員を務めた。イバーラはフランコ体制派のブルジョワの代表格であるとされ、右翼活動家でもあった。

### 誘拐殺人事件
1977年5月20日、イバーラはバスク地方分離独立主義組織バスク祖国と自由(ETA)の活動家に誘拐された。事件を引き起こしたのは、ETAの中でも政治を重視する派閥ETA(pm)の方針に反発していたベレチアック（comando berezi、los "berezis"、特殊コマンド部隊）のメンバーだった。彼らは覆面を付けて家の中に侵入し、家族を縛ってさるぐつわを咬ませると、救急車でイバーラを連れ去った。誘拐犯はバスク地方内で囚われている囚人の釈放を要求し、この条件はスペイン政府によって大部分は果たされた。すると、誘拐犯はさらに10億ペセタの身代金と、さらなる囚人の釈放を求めた。イバーラを誘拐したグループが、ETA本体との提携を放棄していたことが状況を複雑にした。イバーラの家族は支払期限を引き延ばすよう交渉を試みたが、誘拐犯は交渉には応じず、6月20日にイバーラを殺害したと発表した。さらに遺体の場所を示しているとされる地図を送り、グアルディア・シビル（治安警察）はその地図から遺体を見つけることができなかったが、ナバーラ県の農家の近くで遺体が発見された。頭部を撃たれ、ビニールシートに覆われた状態だった。

### 死後
1975年のフランシスコ・フランコの死去後、スペインの民主化が進められた。1977年6月15日にはスペイン議会総選挙が初めて行われたが、イバーラの殺害が発表された日（6月20日）はこの選挙後すぐだった。この事件は広範囲を刺激し、バスク地方の世論に大きな影響を与えた。遺体発見後、マドリードの日刊紙ABCは1ページを丸々使ってイバーラの写真を掲載し、「（その政治的立ち位置に関わらず）すべての政党が凶悪な殺人を非難している」との文章を添えた。この事件でETA(pm)とベレチアックの溝がさらに深まり、ベレチアックはETAの中でも武力闘争を追求する過激派ETA(m)に吸収された。

## 作品
- Mi diario de la Guerra de España 1936-1939.（スペイン内戦中の私の日記 1936-1939） 1941年
- La casa de Salcedo Aranguren（サルセード・アラングレンの家） 1944年
- José María de Murga. 「El Moro Viscaino」（ホセ・マリア・デ・ムルガ ビスカヤのムーア人） 1944年
- De California a Alaska.  Historia de Descubrimiento.（カリフォルニアからアラスカへ 発見の歴史） 1945年
- Política Nacional en Vizcaya. De la Restauración a la República.（ビスカヤの民族政治 共和制の再興） 1947年
- La Obra de Pedro de Garmendia（ペドロ・デ・ガルメンディアの作品） 1950年
- La basílica de Santiago（サンティアゴ教会） 1950年
- Gentes vascongadas（バスコンガダスの人々） 1951年
- Catálogo de monumentos de Vizcaya（ビスカヤの記念碑の目録） 1958年
- Escudos de Vizcaya（ビスカヤの紋章） 1967年-1970年